# O lume dispărută
O lume dispărută (în engleză The Lost World) este un roman scris în anul 1912 de Arthur Conan Doyle, despre o expediție pe un platou abrupt (numit Tepuy) din America de Sud, unde supraviețuiesc animale preistorice, precum dinozauri și alte specii dispărute. Personajul profesorului Challenger a fost introdus în această carte. Demn de semnalat este faptul că, deși este un roman important pentru literatura științifico-fantastică cu dinozauri, animalele ocupă doar o mică parte din narațiune, mai multă atenție fiind acordată unui război între oamenii evoluați și oamenii-maimuță.

## Rezumat
Ed Malone, un reporter la Daily Gazette, se duce la șeful său, McArdle, pentru a primi o misiune periculoasă, cu scopul de a o impresiona pe Gladys Hungerton, pe care o iubea. El este trimis să îi ia un interviu profesorului George Edward Challenger, care a bătut recent alți patru sau cinci jurnaliști ce doreau să afle dacă teoriile acestuia privind călătoria în America de Sud sunt adevărate. Challenger are aceeași atitudine puțin primitoare și față de Malone, dar mai apoi, după ce s-a convins de buna lui credință, i-a dezvăluit descoperirea dinozaurilor. În cele din urmă îl invită într-o călătorie în care să își dovedească povestirea, împreună cu profesorul Summerlee, alt om de știință în măsură să examineze orice dovadă, și Lordul John Roxton, un gentleman animat de o nestăvilită sete de cunoaștere. Lord Roxton cunoaște Amazonia din călătorii anterioare. Expediția ajunge la platou cu ajutorul unor ghizi indieni, care manifestă o teamă superstițioasă față de întreaga regiune. Unul din aceștia, Gomez, este fratele unui bărbat pe care Lordul John l-a omorât ultima dată când a fost în America de Sud. Când expediția reușește să se urce pe platou, Gomez le distruge podul, blocându-le orice posibilitate de întoarcere. Negrul Zambo rămâne în tabără, dar nu reușește să îi împiedice pe indieni să plece.
Deciși să investigheze neobișnuita lume în care se găsesc, membrii expediției sunt atacați de pterodactili într-o mlaștină, în timp ce Lord Roxton găsește un fel de argilă albastră care îi stârnește un mare interes. După explorarea terenului și trecerea prin câteva aventuri în cursul cărora exploratorii evită să fie omorâți de dinozauri, Challenger, Summerlee și Roxton sunt capturați de o rasă de oameni-maimuță. În satul acestor creaturi află că pe cealaltă parte a platoului se află de asemenea o rasă de oameni cu care oamenii-maimuță sunt în permanent război. Roxton reușește să scape, și împreună cu Malone formează o echipă de salvare. Ajung chiar la timp să împiedice execuția celor doi profesori și a altor persoane, care îi duc la tribul oamenilor. Cu ajutorul lor, îi înfrâng pe oamenii-maimuță, preluând controlul asupra întregului platou.
După ce au văzut puterea armelor de foc, tribul oamenilor nu vrea să lase expediția să plece, dar ei găsesc în final un tunel care duce afară, unde îl întâlnesc pe Zambo și o uriașă echipă de salvare. La întoarcerea în Anglia, exploratorii își prezintă raportul. Mulți îl resping, cum au făcut și cu varianta inițială a lui Challenger. Prevăzând aceasta reacție, Challenger aduce ca dovadă un pterodactil viu, care apoi scapă și zboară către ocean. Când toți patru cinează, Roxton le arată de ce era atât de interesat de argila albastră. Aceasta conținea diamante, și cele câteva pe care Lord Roxton le-a cules sunt estimate la aproximativ 200.000 de lire sterline; în mod loial, Lord Roxton acceptă ca suma să fie împărțită între ei. Challenger își deschide un muzeu privat, Sumerlee se retrage să clasifice fosile, și Roxton plănuiește să se întoarcă pe platou. Malone se întoarce la iubita lui, Gladys, însă ea s-a căsătorit între timp, devenind doamna Gladys Potts. Fără ca nimic să îl mai rețină la Londra, el se oferă a-l însoți pe Lordul John Roxton în a doua călătorie.

## Dinozauri
- Iguanodon
- Stegozaur
- Megalozaur
- Alozaur

## Reptile Non-Dinosauria
- Pleziozaur
- Ihtiozaur
- Pterodactil

## Alte animale preistorice incluse
- Phorusrhacos
- Toxodon

## Referiri la alte lucrări
În 1915, cercetătorul rus și sovietic Vladimir Obruchev a produs propria sa versiune a Lumii dispărute, în romanul Plutonia, care plasează dinozaurii și alte specii jurasice într-un loc secret din Siberia.
Autorul Greg Bear își plasează romanul Vara dinozaurilor în „lumea dispărută” a lui Doyle.
Jocul RPG Forgotten Futures, apărut în 1994, are ca sursă de inspirație romanele și poveștile cu profesorul Challenger, incluzând întregul text al acestora.
Titlul lui Doyle a fost reluat de Michael Crichton în romanul său din 1995 Lumea Pierdută (The Lost World), o continuare a romanului Jurassic Park.
Este de remarcat că ideea de animale preistorice supraviețuind până în prezent nu este nouă, fiind pentru prima data introdusă de Jules Verne în O călătorie spre centrul Pământului. În acea carte, publicată în 1864, creaturile trăiesc sub pământ în și în jurul unei mări subterane.

## Referiri reale la istorie, geografie și știința contemporană
Se spune că personajele Ed Malone si John Roxton au fost inspirate de jurnalistul Edmund D. Morel și de diplomatul Roger Casement, conducătorii campaniei de reformă a așa-numitului Stat Independent Congo,  în realitate proprietatea personală a regelui Leopold al II-lea al Belgiei, campanie pe care Conan Doyle a sprijinit-o. În ce privește localizarea aventurii se crede că ea a fost inspirată de raporturile auzite de Doyle despre expediția din Munții Roraima, care se întind pe teritoriul statului brazilian Roraima, al Venezuelei și Guyanei.
Cartea are mai multe inexactități științifice. De exemplu, alozaurul care a atacat tabăra este descris ca fiind mare cât un cal, în timp ce în realitate este mult mai mare. De altfel, mărime inexactă îi este atribuită și iguanodonului.
Ca urmare a stereotipurilor timpului  în care a fost scrisă cartea, dinozaurii erau descriși adesea ca fiind extrem de proști. De exemplu, într-un anumit punct, în carte, un iguanodon smulge copacul din care acesta se hrănea, făcându-l să-i cadă în cap, fără să realizeze ce s-a întâmplat. Această idee este, în general, omisă in variantele cinematografice mai moderne.

## Film, televiziune sau adaptări teatrale
Romanul a fost adaptat cinematografic de multe ori, prima dată fiind în anul 1925, cu Wallace Beery în rolul profesorului Challenger. Această versiune a fost regizată de Harry O. Hoyt și efectele speciale au fost realizate de Willis O'Brien. Versiunea a fost considerată ca demnă de a fi păstrată pentru viitor de către Biblioteca Congresului, din Statele Unite, și depusă spre păstrare la Arhiva Națională de Film din SUA.
La începutul anilor 1940, a existat, de asemenea, o piesă radio [Lumea Pierdută] („The Lost World”) scrisă de John Dickson Carr și realizată de BBC.
Romanul a mai fost adaptat cinematografic în 1960, 1992 și 1998. Romanul a inspirat și un mini-serial de televiziune, cu Peter Falk și Bob Hoskins, și un serial la care din anul 1999 s-au oferit spre vizionare publicului trei sezoane.
O adaptare pentru televiziune din anul 1999, bazată pe romanul lui Jules Verne O călătorie spre centrul Pământului conținea câteva aspecte din  O lume dispărută: un război între un trib de oameni primitivi și un trib de „soroizi” în locul oamenilor-maimuță.
În 2005, un film apărut direct pe DVD, de Leigh Scott, și realizat de Asylum Home Entertainment, îi are în rolurile principale pe Bruce Boxleitner, Jeff Denton, Rhett Giles, și Steve Railsback. El este numit [Regele lumii pierdute], „King of the Lost World”.  
Cel puțin două din personajele lui Michael Crichton menționează un paleontolog numit John Roxton. Cu toate acestea, personajul lui Crichton nu are nici pe departe inteligența, curajul  și spiritul de organizare ale Lordului John Roxton din romanul lui Conan Doyle.

### Animația „O lume dispărută”
Acțiunea are loc în anul 1912, când o tânără femeie împreună cu fiul acesteia, un bătrân om de știință, un lord englez, și un bărbat foarte puternic, pornesc împreună în căutarea lui Jack Turner. În misiunea lor urmăresc indiciile, aflând că exploratorul s-a prăbușit cu un avion într-o junglă. Ajunși aici pe urmele lui, rămân blocați pe platou în urma unui cutremur. Pe platou trăiesc o mulțime de specii dispărute, printre care mai multe tipuri de dinozauri. Aici ei se întâlnesc cu un grup de băștinași care aveau o cultură foarte bogată, crezând în zei și ritualuri. Pentru că nu li se spune cum să iasă de pe platou, ei găsesc singuri o metodă de a pleca deși la început părea imposibil, energia emanată de pe platou fiind atât de puternică încât le făcuse imposibilă plecarea cu balonul cu aer cald sau trimiterea de mesaje radio.